# Batalla d'Ayohúma
La batalla d'Ayohúma o Ayohuma (en quítxua ‘cap de mort’) va ser una batalla lliurada el 14 de novembre del 1813 en el marc de les guerres d'independència de l'Argentina i Bolívia, durant la Campanya de l'Alt Perú, en la qual l'Exèrcit del Nord sota comandament del general Manuel Belgrano va ser derrotat per les tropes reialistes espanyoles comandades pel general Joaquín de la Pezuela, donant fi a la Segona expedició auxiliadora a l'Alt Perú.

## Previ al combat
Després de la derrota de Vilcapugio (l'1 d'octubre del 1813), Belgrano va establir la seva caserna general a la vila de Macha. Allí va reorganitzar al seu exèrcit. Va obtenir l'ajuda de Francisco Ortiz de Ocampo (president de la Intendència de Charcas) i de les altres províncies de l'Alt Perú sota control independentista: Cochabamba, Santa Cruz de la Sierra i Chayanta. A finals d'octubre del 1813 l'exèrcit patriota comptava amb uns 3400 homes, dels quals amb prou feines 1000 eren veterans.
Malgrat la seva recent victòria, les tropes de Pezuela estaven refugiades a les alçades de Condo-Condo i envoltades per poblacions hostils, i per això no podien iniciar cap atac contra l'Exèrcit del Nord. Finalment, el 29 d'octubre, els reialistes van sortir des del seu campament a Condo-Condo per reprendre l'ofensiva abans que els patriotes es fessin més forts. El 12 de novembre van arribar a Toquirí, una muntanya elevada als peus de la qual hi ha la plana d'Ayohúma. Mentrestant, al seu quarter general, Belgrano es va reunir amb una junta d'oficials per discutir el pla d'operacions a seguir. L'opinió de la majoria, encapçalada per Eustoquio Díaz Vélez, s'inclinava per retirar-se a Potosí abans d'arriscar a les tropes revolucionaries, però el general va insistir a enfrontar-se als reialistes encoratjant als subalterns amb la següent frase:
| « | Jo responc a la Nació amb el meu cap sobre l'èxit de la batalla. | » |

 Aquella mateixa nit les forces van abandonar Macha i es van dirigir cap a Ayohuma.

## Desenvolupament tàctic
Les tropes que estaven a punt de combatre eren desproporcionades. Mentre que la cavalleria patriota doblava en nombre a la reialista, els espanyols comptaven amb el doble d'infanteria i 18 peces d'artilleria, contra 8 peces de les tropes de Belgrano.
A mig matí, els reialistes que havien baixat de la seva posició elevada per situar-se sobre la dreta de l'exèrcit del Riu de la Plata, van fer tronar els seus canons, dispersant a les tropes adversàries. En una pausa del foc enemic Belgrano va ordenar l'avanç de la infanteria i la cavalleria, però aquests no van poder resistir davant l'oposició dels espanyols. A aquesta situació se li va agreujar el problema de l'artilleria patriota, que no tenia la suficient potència com per fer mal a l'exèrcit reialista.
Belgrano es va veure obligat a retrocedir i mitjançant un so de clarí va aconseguir reunir al voltant de mig miler d'homes. Al camp de batalla van quedar al voltant de 200 morts, 200 ferits, 500 presoners i gairebé tota l'artilleria. Els 500 homes es van dirigir cap a la ciutat de Potosí però va haver de ser evacuada davant la proximitat de l'enemic.

## Conseqüències
Belgrano es va dirigir llavors cap al sud i a la Posta de Yatasto -situada a l'actual província de Salta- el 30 de gener del 1814 li van lliurar el comandament de l'Exèrcit del Nord al general José de San Martín. Després va deixar per escrit la superioritat tàctica de l'exèrcit espanyol davant del seu limitat coneixement de la guerra.
La derrota d'Ayohuma va significar la fi de la Segona Campanya a l'Alt Perú. Belgrano i Díaz Vélez van tornar a Buenos Aires.
Després de les victòries de Pezuela a Vilcapugio i Ayohúma la situació reialista era excel·lent a l'Alt Perú; No obstant, durant el 1814 tres fets la van canviar radicalment: la batalla de La Florida (25 de maig), la rendició de Montevideo (20 de juny) i la rebel·lió del Cuzco (3 d'agost). El general reialista havia planejat avançar des de Salta cap a Tucumán, buscant triomfar on havien fracassat Goyeneche i Pío Tristán. El seu objectiu era avançar sobre Còrdova i obligar els revolucionaris a abandonar al setge de Montevideo, mentre esperava que des de Xile es llancés una ofensiva per ajudar-lo. Així, 15.000 homes van caure sobre Buenos Aires. El pla es va frustrar després de la derrota reialista a La Florida, i Pezuela va haver de retrocedir amb els seus 4.050 homes (incloent 400 habitants de Chichas, 200 habitants de Tupiza, 200 habitants de Tarija, més de 600 de Potosí i 600 presoners de les seves anteriors victòries) a Jujuy.